# Władysław Woliński
Władysław Woliński (ur. 16 czerwca 1896 we Lwowie, zm. wiosną 1940 w Kalininie) – major lekarz Wojska Polskiego, doktor nauk medycznych, ofiara zbrodni katyńskiej.

## Życiorys
Urodził się jako syn Michała i Władysławy z Makarewiczów. Absolwent Wydziału Lekarskiego na Uniwersytecie Franciszkańskim we Lwowie. Po odzyskaniu przez Polskę niepodległości jako ochotnik zgłosił się do Wojska Polskiego w 1918. Został awansowany do stopnia porucznika ze starszeństwem z dniem 1 czerwca 1919. Był naczelnym lekarzem jednostek: od 1921 13 dywizjonu artylerii konnej, w 1929 6 pułku artylerii ciężkiej. Został awansowany do stopnia kapitana w korpusie oficerów sanitarnych lekarzy ze starszeństwem z dniem 1 stycznia 1927. Od 1930 do 1935 pracował w Centrum Wyszkolenia Sanitarnego, później w 5 Lwowskim pułku artylerii lekkiej. W 1935 był naczelnym lekarzem batalionu KOP „Ludwikowo”. Został awansowany do stopnia majora ze starszeństwem z dniem 1 stycznia 1936. W marcu 1939 pełnił służbę w 6 pułku artylerii ciężkiej na stanowisku lekarza medycyny.
W czasie kampanii wrześniowej został aresztowany przez Sowietów. Był przetrzymywany wpierw w obozie w Starobielsku, gdzie został przewieziony indywidualnie i na drugi dzień wywieziony w ten sam sposób. Następnie przewieziony do Ostaszkowa. Na wiosnę 1940 został wywieziony i zamordowany w siedzibie Obwodowego Zarządu NKWD w Kalininie (obecnie Twer) przez funkcjonariuszy oraz pracowników NKWD przybyłych z Moskwy na mocy decyzji Biura Politycznego KC WKP(b) z 5 marca 1940. Jest pochowany na terenie obecnego Polskiego Cmentarza Wojennego w Miednoje.

## Upamiętnienie
5 października 2007 roku Minister Obrony Narodowej Aleksander Szczygło mianował go pośmiertnie do stopnia podpułkownika. Awans został ogłoszony 9 listopada 2007 roku w Warszawie, w trakcie uroczystości „Katyń Pamiętamy – Uczcijmy Pamięć Bohaterów”.

## Ordery i odznaczenia
- Złoty Krzyż Zasługi (25 maja 1939)[7]
- Medal Pamiątkowy za Wojnę 1918–1921
- Medal Dziesięciolecia Odzyskanej Niepodległości
- Brązowy Medal za Długoletnią Służbę